# Große Kirche Aplerbeck

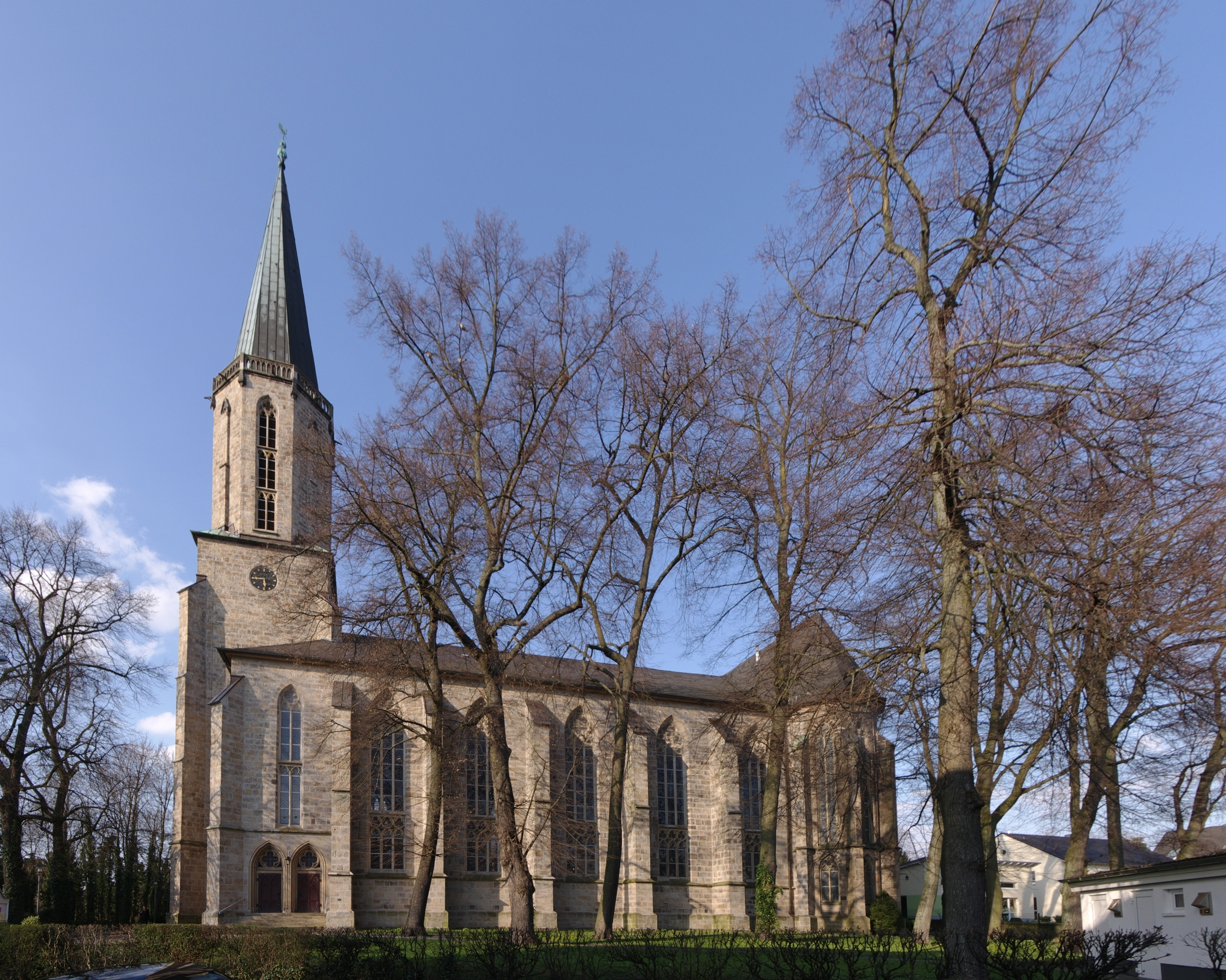
Die Große Kirche von der Märtmannstraße aus gesehen

Die Große Kirche Aplerbeck ist eine 1867–1869 erbaute, unter Denkmalschutz stehende evangelische Kirche in Aplerbeck, Märtmannstraße 13. Sie wird von der evangelischen Georgs-Kirchengemeinde Dortmund genutzt.

## Architektur der Kirche
Die dreischiffige Hallenkirche im neugotischen Stil umfasst fünf Joche und einen Chor mit 5⁄8 Schluss. Sie wird von Anbauten flankiert, der Turm steht westlich. Die gequaderten Langhausmauern sind durch Strebepfeiler und Maßwerkfenster mit Brücken gegliedert. Die Ostpartie ist durch den Chor und die beiden nach Süden und Norden gerichteten Polygone mit Sakristeien und Emporen auffällig gestaltet. Der unten quadratische, weiter oben in ein Achteck übergehende Turm ist mit einem spitzen, kupfergedeckten Helm bekrönt. Im hellen Innenraum ruhen steile Kreuzrippengewölbe auf sehr schlanken, durch zwei Reihen gegliederten Säulen und Halbsäulen mit Blattkapitellen.

## Baugeschichte

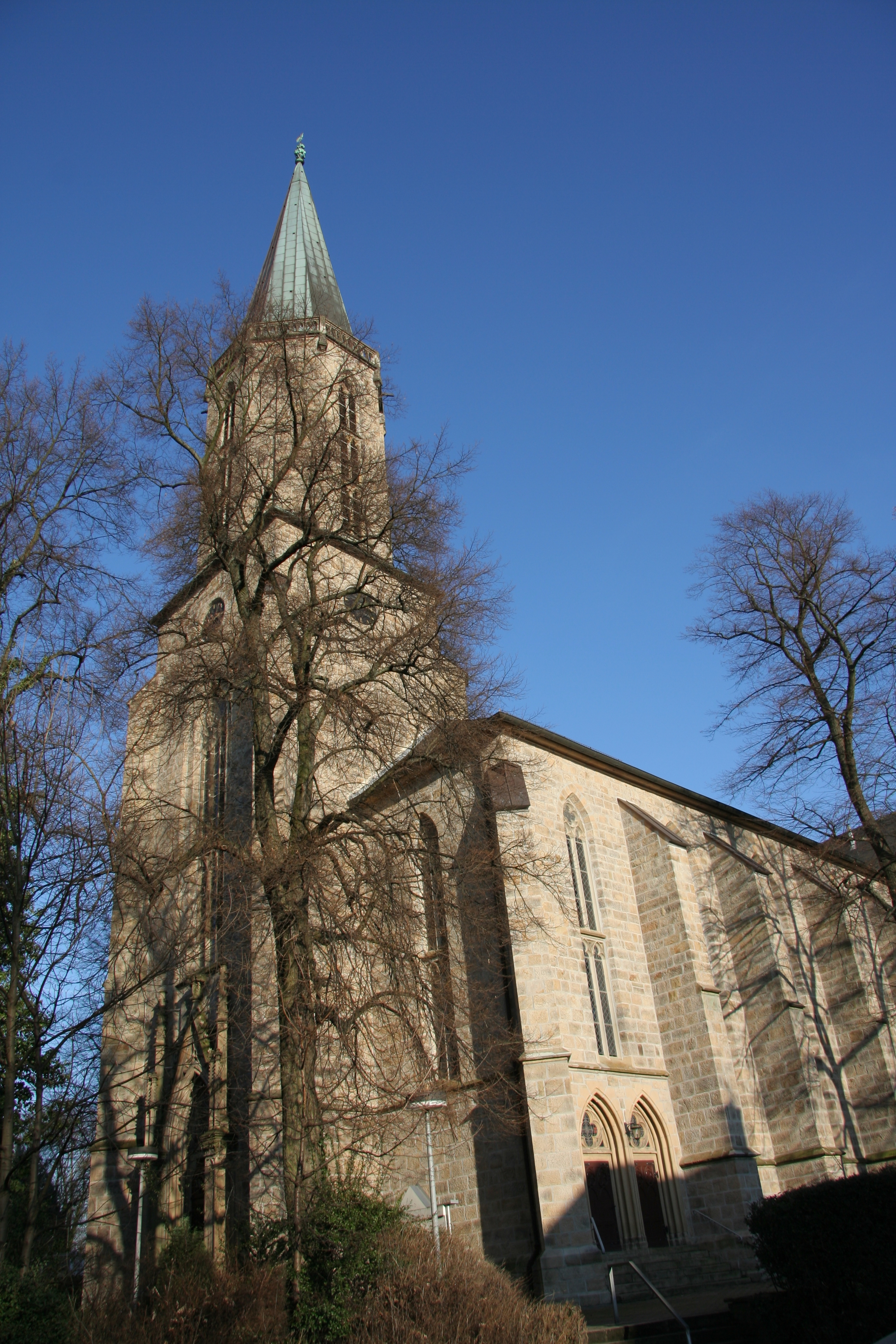
Die Große Kirche von der Süd-Westseite

### Anfänge
Grund für den Kirchenbau war die durch die Industrialisierung sprunghaft angestiegene Bevölkerung Aplerbecks. Die alte Kirche der Gemeinde, die Georgskirche an der Ruinenstraße, konnte die Gottesdienstbesucher nicht mehr fassen. Nach längeren Streitigkeiten über den geeigneten Standort wurde die Große Kirche 1867–1869 in nur zweieinhalb Jahren an der heutigen Märtmannstraße erbaut. Unter den Pfarrern Moritz Lohoff und Gustav Meinberg erfolgte am 21. Juni 1867 die Grundsteinlegung am östlichen Chorabschluss der Kirche. Am 15. Dezember 1869 wurde sie schließlich eingeweiht. Auf dem Grundstein befindet sich die lateinische Inschrift: ANNO DOMINI MDCCC LX VII, übersetzt: Im Jahre des Herrn 1867. Gebaut wurde die Kirche aus Sandstein, der aus dem benachbarten Steinbruch Schüren stammt. Der Bau der Kirche kostete die Gemeinde seinerzeit über 60.000 Reichstaler. Der Architekt der Kirche war Christian Heyden, der unter anderem auch die baugleiche Martin-Luther-Kirche in Gütersloh errichten ließ. Als Hallenkirche sollten in der Großen Kirche auch Emporen eingebaut werden. Doch die von Heyden ursprünglich geplanten Seitenemporen wurden nie ausgeführt, weil es schließlich doch keinen Bedarf nach zusätzlichen Plätzen gab.

### Einbauten und Restaurierungen der Kirche seit 1869

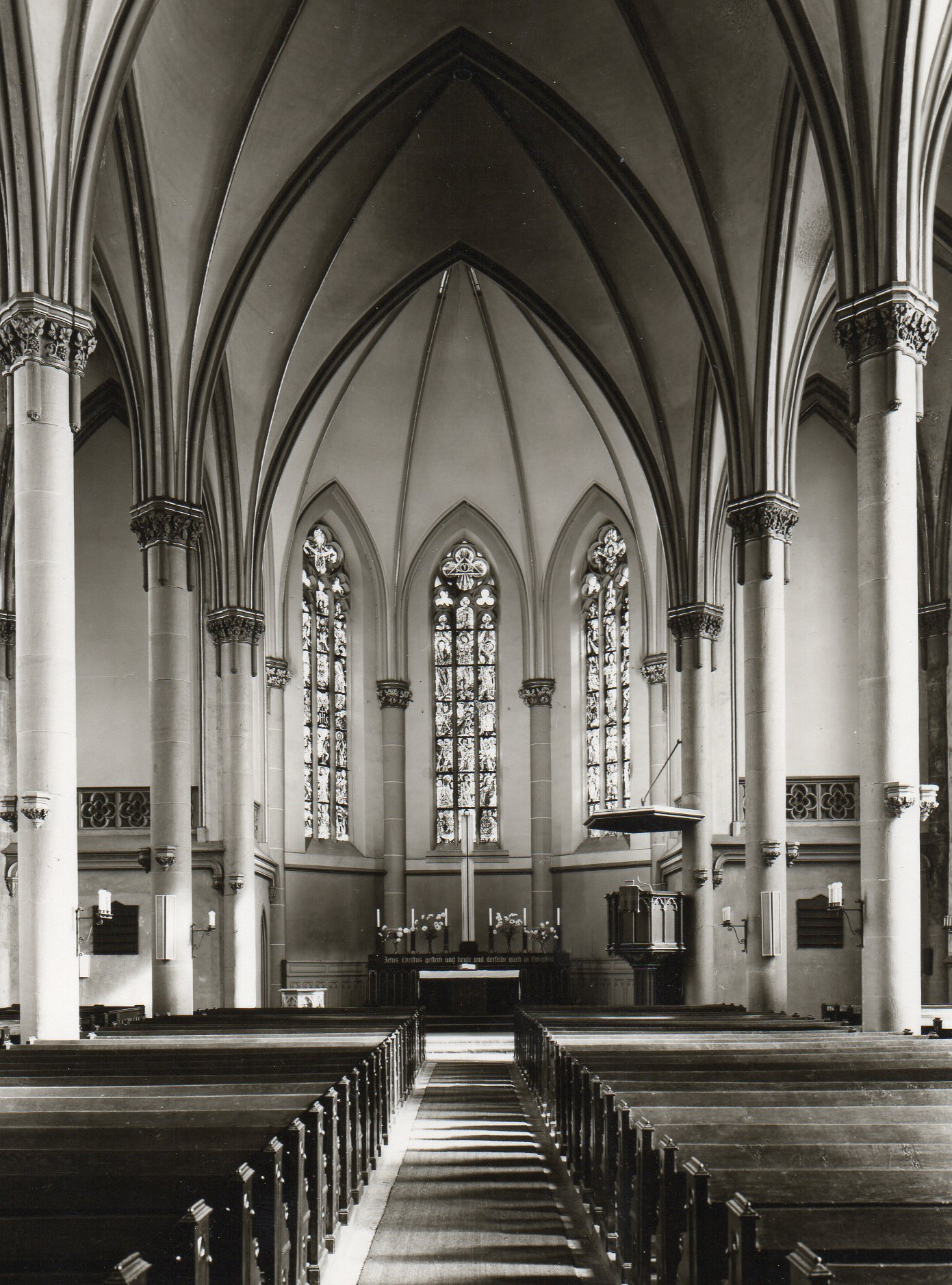
Innenansicht der Großen Kirche mit der alten neugotischen Bestuhlung vor 1968

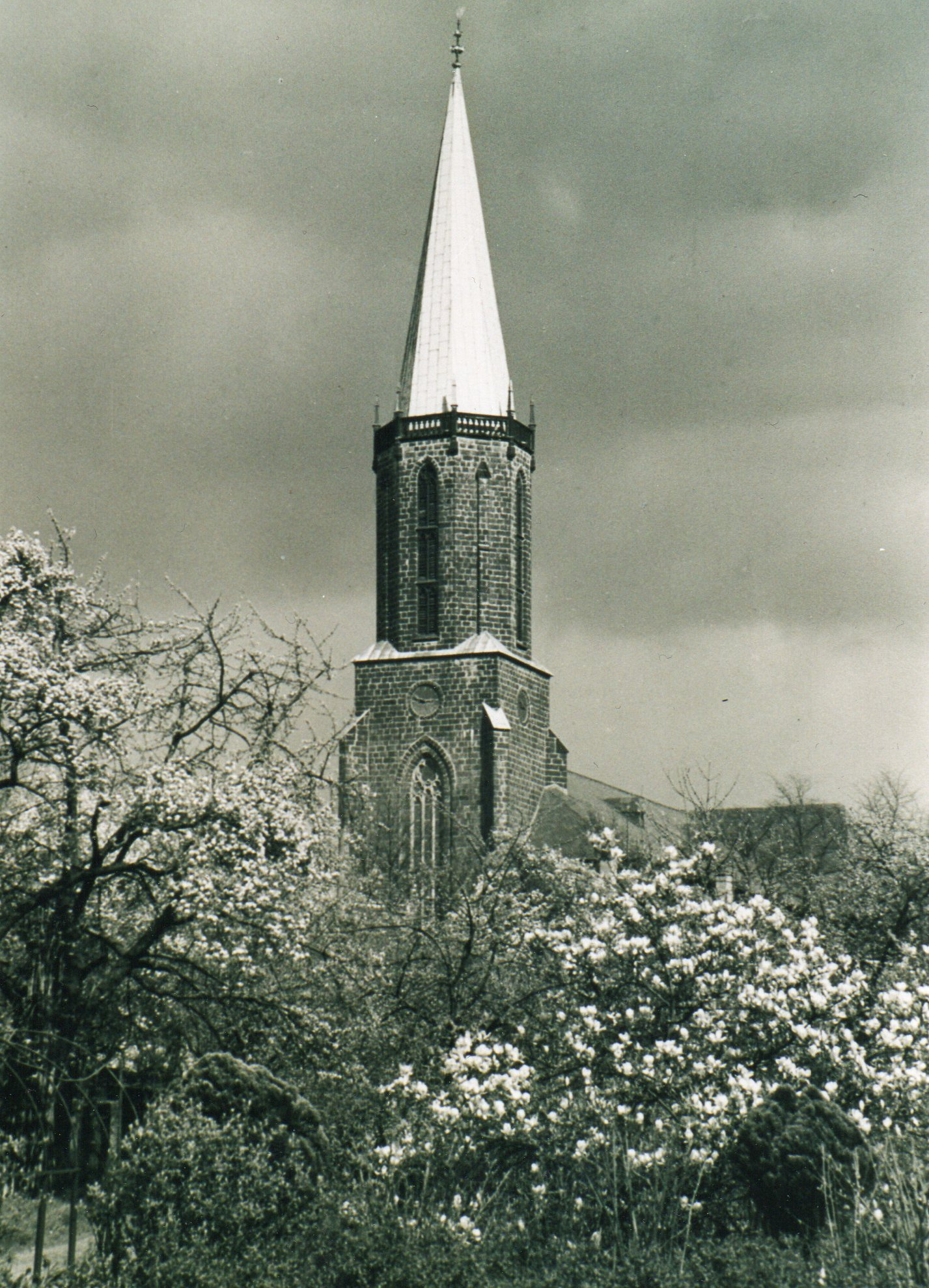
Der Turm der Großen Kirche Anfang der 1960er Jahre; Deutlich sind die aus Zink gefertigten Zierfialen an der Balustrade zu erkennen. Die Fialtürmchen aus Zink wurden durch die Firma Lecking demontiert.

Am 9. September 1869 baute die Firma Felten & Guilleaume einen Blitzableiter ein. Die Planungen im Jahr 1892 für den Einbau der Seitenemporen wurden nicht realisiert. 1893 folgte die Neuverfugung des Mauerwerks am Turm und Rückbau der baufälligen, krabbengeschmückten Fialtürmchen auf den Strebepfeilern des quadratischen Turmunterbaus und das Aufsetzen von vereinfachten Ersatztürmchen vom Baumeister Knebel. Die Firma Heinrich Scharpenberg aus Aplerbeck baute eine neue Niederdruck-Dampfheizung und eine Gasbeleuchtung ein. Der Blitzableiter wurde ebenfalls erneuert.
Die neue Innenausmalung der Kirche sowie des Deckengewölbes mit einer dunkel gehaltenen Ornamentik im Jahr 1897 verlieh der Kirche später die Bezeichnung die „schwarze Kirche“. 1903 wurde wiederholt der Einbau der Seitenemporen geplant, die aber wieder nicht ausgeführt wurden. Im Jahr 1905 erfolgte die Neuverfugung des Turm-Mauerwerks und Instandsetzung des Dachstuhls und der Kirchenfenster, die Erneuerung und Vereinfachung der Fialtürmchen aus Zink an der Balustrade und die komplette Beseitigung der Fialtürmchen auf den Strebepfeilern des quadratischen Turmunterbaus durch Klempnermeister Schmidt.
1914 wurden die zwei alten Bronzeglocken mit den Tönen c- und e- für die Rüstungsindustrie des Ersten Weltkrieges abgeliefert, die 1920 durch drei neue Gussstahlglocken des Bochumer Vereins in den Tönen ais, cis und e ersetzt wurden. Die Gemeinde ließ 1934–1935 eine Neugestaltung des Kirchenraums und Zumauerung der geöffneten Seitenemporen wegen Akustikproblemen durchführen. Die Kunstmalerin Hilde Viering (1898–1981), im Volksmund auch „Pinsel-Hilde“ genannt, malte die zugemauerten Seitenemporen mit Darstellungen der Apostel und Sprüchen auf weißem Hintergrund neu aus. Der alte neugotische Altaraufbau, der mit Fialtürmchen geschmückt war, wurde abgebaut und stattdessen ein neues großes Holzkreuz mit sechs geschmiedeten Kerzenständern auf den alten Altarunterbau aufgesetzt. Eine Generalüberholung der Orgel erfolgte durch die Firma Walcker. Am Turmhelm wurden Reparaturarbeiten durchgeführt. Im Jahr 1939 stellte die Firma Walcker die Orgel auf eine elektropneumatische Traktur um und disponierte einige Register um.
Der Bochumer Kirchenmaler Fritz Mannewitz gestaltete 1953 die drei Chorfenster (das Weihnachts-, Passions- und Osterfenster) neu und übermalte die Apostelbilder an den zugemauerten Seitenemporen. 1958 folgte eine Generalüberholung der Kirche an Dach, Turm und Fenstern, ein Jahr später die Erneuerung der Fialtürmchen aus Zink an der Balustrade durch die Firma Lecking. Eine Innen- und Außenrenovierung in den Jahren 1968–1969 beinhaltete die Renovierung und Umgestaltung der Ehrenhalle, eine Dachneueindeckung, Turm- und Fenster-Reparatur, Entfernung der alten neugotischen Bänke und Einbau der neuen, gepolsterten, schallschluckenden Bänke, Maßnahmen zur Verbesserung der Akustik und eine neue Innenausmalung in hellen Farben.
Reparaturarbeiten am Turmhelm erfolgten 1974. Die Firma Steinmann aus Vlotho renovierte die neugotische Orgel für ca. 300.000 DM und setzte sie instand. Die komplette Restaurierung des Kirchturms, Neuverfugung und neue Sandsteineinsetzung sowie eine neue Turmhelmeindeckung mit Kupferblech in einer Doppelfalztechnik wurden 2000–2001 durchgeführt. In den Jahren 2002–2003 wurden das Deckengewölbe und die Kirchenfenster an der südlichen Außenwand restauriert. Die Gemeinde veranlasste 2004–2005 eine Restaurierung und Neuverfugung der Nord- und Südwand des Mittelschiffs. Im Jahr 2012 wurden die 1934–1935 zugemauerten Seitenemporen geöffnet und die Deckengewölbe der Seitenschiffe in der ursprünglichen Farbgebung gestrichen sowie Sanierungsarbeiten und Instandsetzung der Fenster an den Seitenschiffen durchgeführt.
2014 folgten der Abbau der alten Ölbrenndampfheizung und der Einbau einer neuen Warmluftheizung für ca. 200.000 Euro, die Umgestaltung des Altarraums durch den Künstler Lutzenberger & Lutzenberger aus Bad Wörishofen, der Abbau des alten Altars und die Einlagerung in das Seitenschiff, der Einbau eines neuen Beleuchtungssystems mit hellen Bodenfliesen sowie eines neuen Rednerpults aus geräucherter Eiche und Kupferplatten und eines Altars mit einem schlicht geformten schmalen Kreuz aus Metall. Die Einweihung des neuen Altarraumes fand am 9. November 2014 statt. Im Jahr 2016 wurde eine digital gesteuerte Beleuchtungsanlage installiert. Die äußere Acrylverglasung an den drei Chorfenstern wurde 2018 erneuert.
Ebenfalls wurde auf dem Dach des Kirchenschiffs eine Blitzableiter-Vorrichtung installiert, nachdem zuvor nur auf dem Kirchturm ein Blitzableiter installiert war. Grund für die Blitzableiter-Vorrichtung war ein Blitzeinschlag in den Kirchturm vor einigen Jahren, bei dem die Orgel leicht beschädigt wurde. Damit Blitzeinschläge nicht weiterhin auf das Kirchenschiff übergreifen und Teile der Kirche beschädigen, wurde die Installation notwendig.

### Namensgebung
Wie es damals bei evangelischen Kirchen üblich war, bekam sie bei ihrer Einweihung am 15. Dezember 1869 keinen besonderen Namen. Die Bewohner Aplerbecks nannten sie deshalb einfach „Evangelische Kirche“. Später wurde sie im Volksmund auch die „Schwarze Kirche“ genannt, nachdem sich die Gewölbeausmalung mit den Jahren schwarz verfärbt hatte. Nach der Eingemeindung Aplerbecks nach Dortmund im Jahr 1929 wurde sie mitunter zur besseren Unterscheidung von anderen Kirchen in Dortmund inoffiziell als „Märtmannkirche“ bezeichnet, weil die Straße im Zuge der Eingemeindung von „Kirchstraße“ in „Märtmannstraße“ umbenannt worden war. Im Gegensatz zu den meisten anderen Kirchen erhielt sie aber auch nach 1945 keinen richtigen Namen. Die individuelle Bezeichnung „Große Kirche“ erhielt sie erst im Jahre 1999 und setzte sich endgültig durch.

### Konzertkirche
Schon 1870 klagte man darüber, dass in der Kirche das gesprochene oder gesungene Wort durch die überlange Hallzeit von bis zu 7 Sekunden nicht deutlich zu verstehen sei. Dafür kamen zum Beispiel das Volumen und der Klang der Posaunen umso besser zur Geltung. Das änderte sich 1967, als Albert Eisenberg, ein Akustiker vom internationalen Ruf, gebeten wurde, diese Probleme zu beheben. Aufgrund seiner Analyse wurden neue Kirchenbänke mit einer schallschluckenden Polsterung eingebaut, die im Mittelschiff als Block quer mit der Ausrichtung der Polsterung zum Altar hin und in den Seitenschiffen in Längsrichtung mit der Ausrichtung der Polsterung zum Mittelschiff hin aufgestellt wurden. Außerdem wurden an den Wänden Akustikplatten angebracht und ein Lautsprechersystem mit Mikrofonanlage installiert. Der Nachhall konnte damit zwar nicht aufgehoben, aber doch halbiert werden. Seit 2001 wird die Kirche für Konzerte genutzt und hat sich einen guten Ruf bis weit über die Dortmunder Stadtgrenzen hinaus erworben.

### Denkmalschutz
Im Jahre 1967 wendete sich die Gemeinde an die Denkmalbehörde des Landes mit den Antrag, die Kirche unter Denkmalschutz zu stellen, da die Kirche renovierungsbedürftig war und das Geld für die nötige Restaurierung fehlte. Am 27. November 1967 lud der Landeskonservator Hermann Busen Vertreter der Stadt, des Landes, des Landschaftsverbandes, der Landeskirche und der Denkmalbehörde sowie Pfarrer und Presbyter der Gemeinde und den Organisten Wilhelm Koch zu einer Ortsbesichtigung der Evangelischen Kirche in Aplerbeck ein und überprüften sie auf die Denkmalwürdigkeit. Am 6. Dezember 1967 stellte Busen offiziell fest, dass die Kirche „ein Beispiel einer neugotischen Hallenkirche von seltener Geschlossenheit“ sei und er mit der Aufnahme in die Denkmalschutzliste einverstanden sei.

## Turm

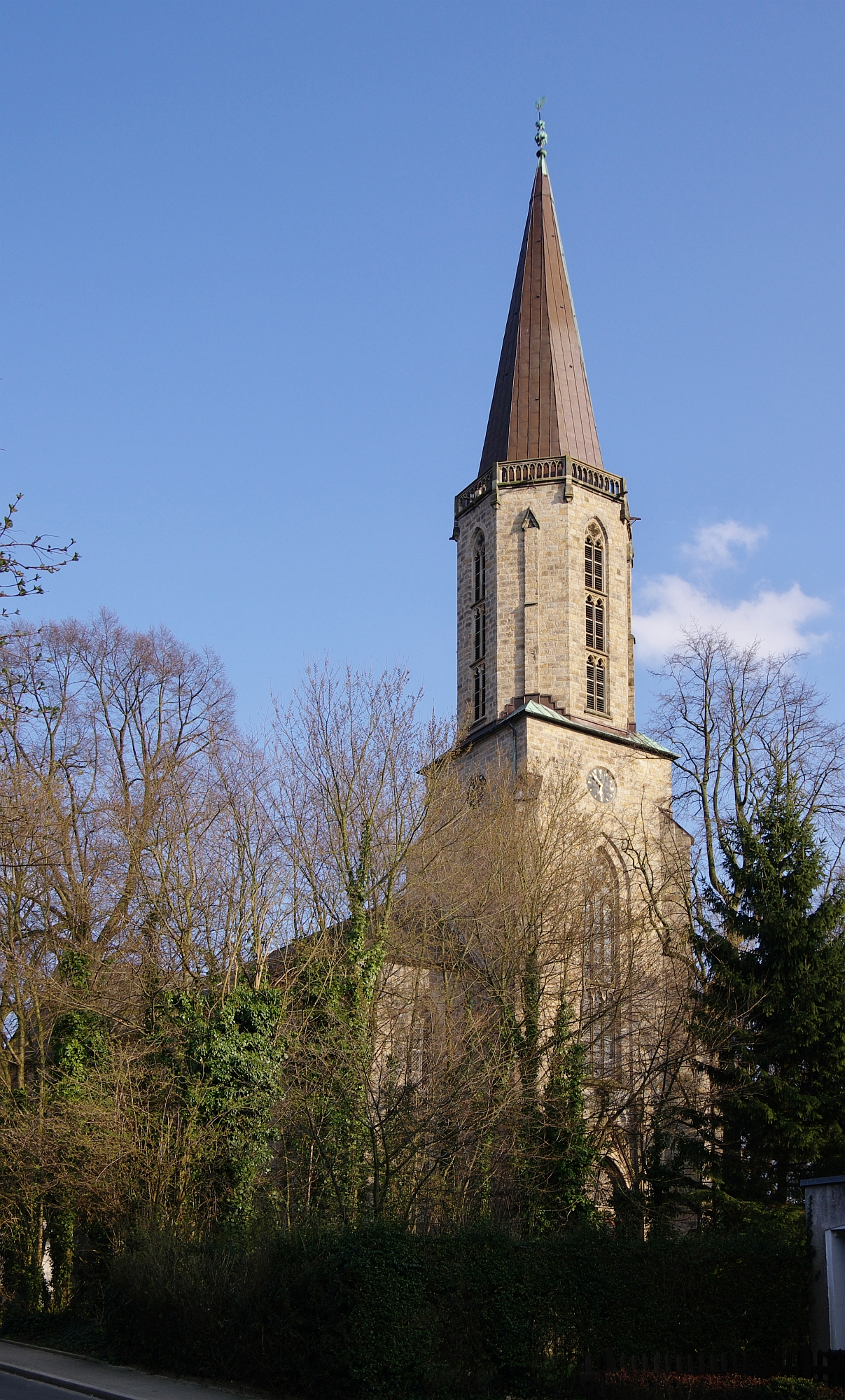
Der Kirchturm von der Schmerkottenstraße aus gesehen

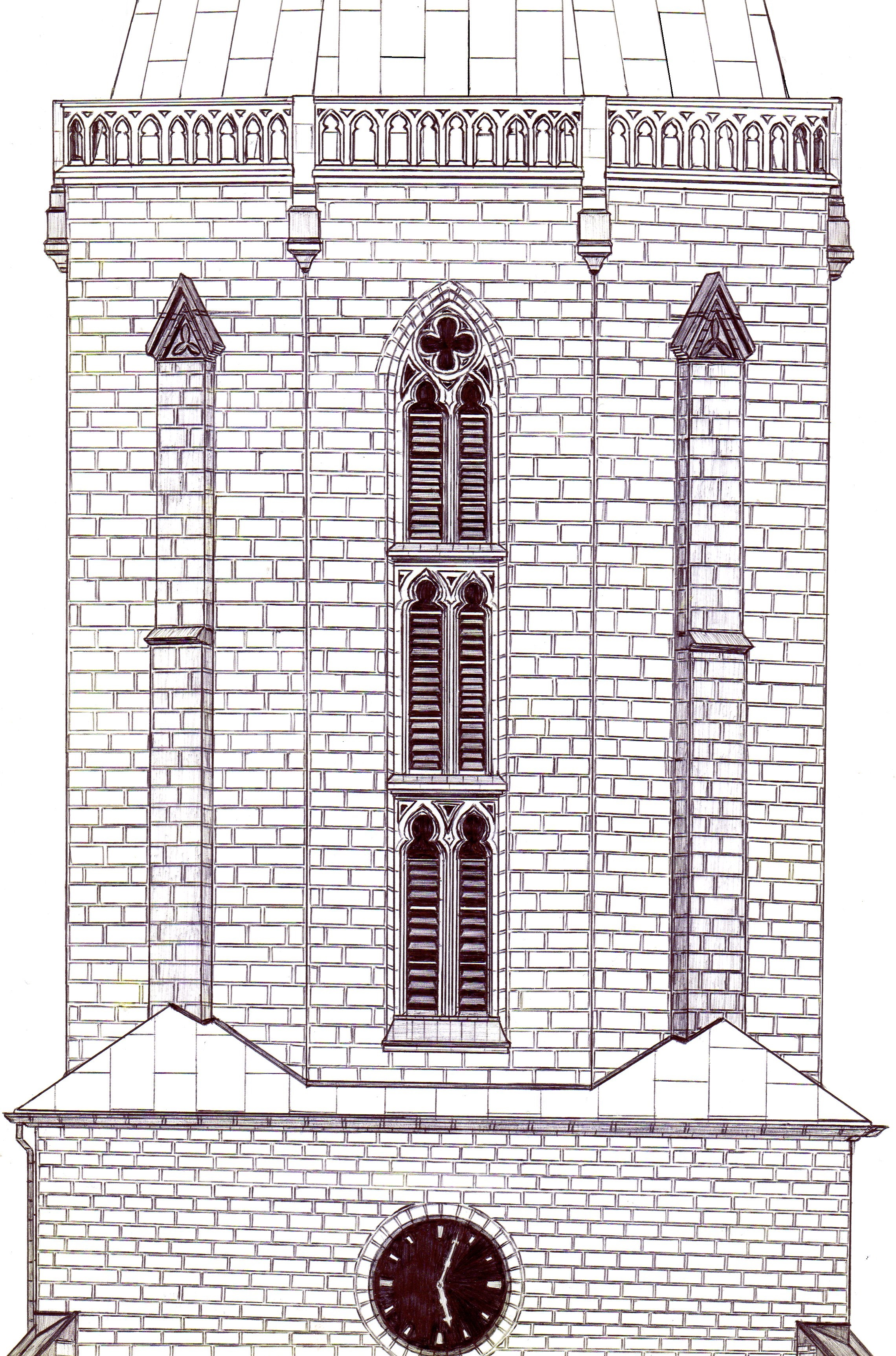
Achteckiger Turmaufbau

Besonders markant und von Weitem sichtbar ist der hohe Westturm. Er bildet bis auf halber Höhe einen quadratischen Grundriss und wird an den Ecken von massiven Strebepfeilern gestützt. Dann ändert er seine Form zum Achteck. Die vier parallel zum Unterbau stehenden Wandsegmente sind mit vier lang gestreckten und dreifach gestaffelten Schallluken durchbrochen, die diagonal stehenden Wandsegmente sind durch je eine gestufte, in einem kleinen Dreiecksgiebel endende Lisene gegliedert. Darauf folgt eine mit Arkaden gegliederte umlaufende Balustrade. Den Abschluss bildet ein achteckiger, mit Kupferblech gedeckter Turmhelm. An der Spitze des Turmhelms markiert ein Wetterhahn den höchsten Punkt Aplerbecks und der Umgebung. Die Gesamthöhe des Turmes beträgt 60,90 Meter. Seine Höhe und Form sind prägend und bestimmt bis heute das Ortsbild Aplerbecks.
Am 12. April 1945 sorgten Anton Kalt und Dietrich Hans dafür, dass auf dem Turm der Großen Kirche eine weiße Fahne als Zeichen der Kapitulation gehisst wurde. Der Küster Milo kletterte auf den Turm und brachte eine Fahne, gefertigt aus einem weißen Betttuch an der Balustrade an. Anton Kalt ging als Parlamentär nach Sölde, um dem Kommandanten der Besatzungstruppen zu erklären, dass in Aplerbeck kein Widerstand geleistet werde. Damit war für Aplerbeck der Krieg beendet und ohne weitere Kampfhandlungen rückten die US-Streitkräfte in Aplerbeck ein.

## Glocken
Kurz vor der Fertigstellung der Kirche sollten drei Bronzeglocken bei der Glocken- und Kunstgießerei Rincker in  Westhofen bestellt werden. Sie war einer von mehreren sogenannten Sammel-Gussstätten, die sich in Westhofen niederließ und für Rincker Glocken produzierte. Dafür wurden die zwei alten Glocken aus dem Turm der Georgskirche geholt und nach Westhofen abgeliefert. Doch um Kosten zu sparen, behielt man die alte c-Glocke bei, während die zweite Glocke für das neue Geläut der Großen Kirche zur e-Glocke umgegossen wurde. Nur die g-Glocke wurde neu gegossen. Die Kosten betrugen 1933 1/3 Reichstaler. Danach wurde ein hölzerner Glockenstuhl im Turm installiert. Die drei Glocken, welche in der Tonart des C-Dur-Accord erklangen, trugen diese Aufschriften:
| Nr. | Schlagton | Gussjahr | Gießer, Gussort                               | Aufschrift |
| --- | --------- | -------- | --------------------------------------------- | --- |
| 1   | c1        | 1820     | 0–                                            | „Soli Deo Gloria“ (Allein Gott die Ehre)                                                                           |
| 2   | e1        | 1869     | Glocken- und Kunstgießerei Rincker, Westhofen | „Kommet, denn es ist alles bereit“ (Einladung zum Abendmahl)                                                       |
| 3   | g1        | 1869     | Glocken- und Kunstgießerei Rincker, Westhofen | „Ehre sei Gott in der Höhe und Friede auf Erden und den Menschen ein Wohlgefallen“ (Weihnachtsbotschaft der Engel) |

Im Ersten Weltkrieg mussten die c- und die e-Glocke für Rüstungszwecke abgeliefert werden. Der Gemeinde verblieb daraufhin nur die kleine g-Glocke. Im Jahre 1920 bestellte die Gemeinde drei neue Gussstahlglocken, die vom Bochumer Verein gegossen wurden. Wegen der Größe und Schwere des neuen Geläuts wurde der alte hölzerne Glockenstuhl entfernt und durch einen neuen Glockenstuhl aus Stahl ersetzt. Am 2. Juli 1920 feierte man unter großer Beteiligung der Kirchengemeinde die Ankunft der drei neuen Gussstahlglocken, die nach der Installation im Turm am 23. Juli 1920 zum ersten Mal läuteten. Die Glocken tragen diese Aufschriften:
| Nr. | Schlagton | Gussjahr | Gießer, Gussort                               | Aufschrift |
| --- | --------- | -------- | --------------------------------------------- | --- |
| 1   | ais0      | 1920     | Bochumer Verein, Bochum                       | „Unser Glaube ist der Sieg der die Welt überwunden hat“                                                            |
| 2   | cis1      | 1920     | Bochumer Verein, Bochum                       | „Meinen Frieden gebe ich euch“                                                                                     |
| 3   | e1        | 1920     | Bochumer Verein, Bochum                       | „Ein feste Burg ist unser Gott“                                                                                    |
| 4   | g1        | 1869     | Glocken- und Kunstgießerei Rincker, Westhofen | „Ehre sei Gott in der Höhe und Friede auf Erden und den Menschen ein Wohlgefallen“ (Weihnachtsbotschaft der Engel) |

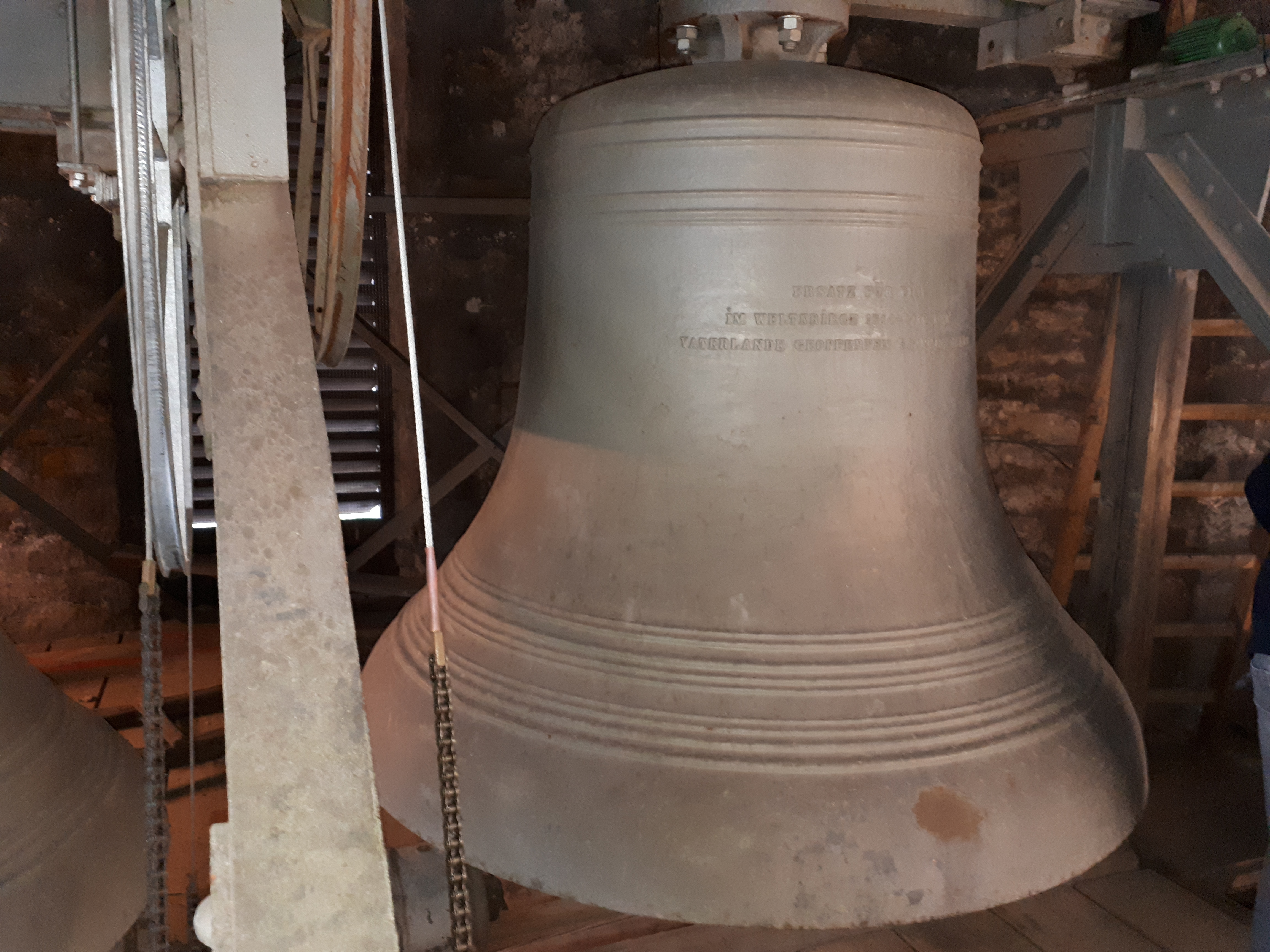
Die große Gussstahlglocke
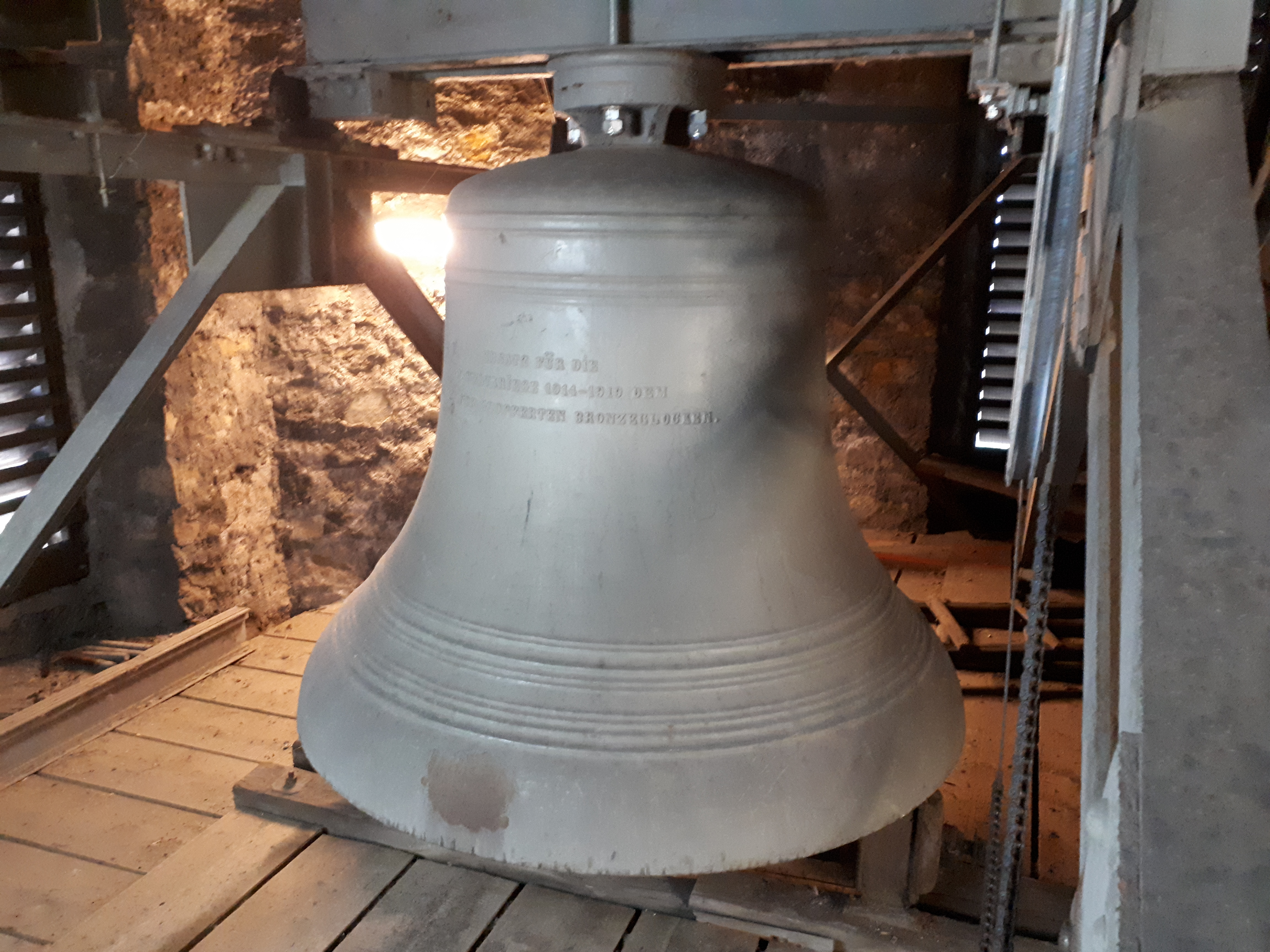
Die mittelgroße Gussstahlglocke
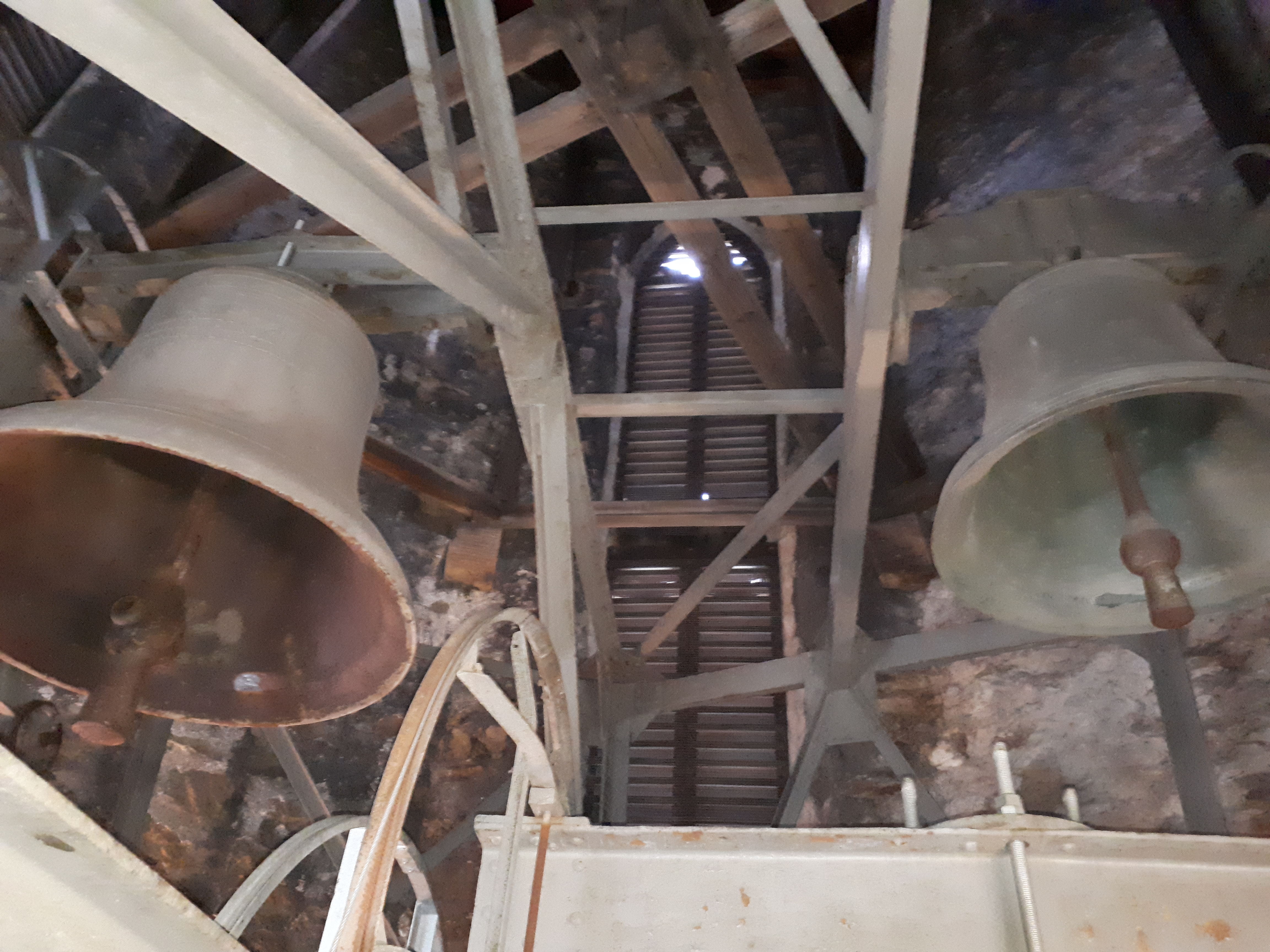
Die kleine Gussstahlglocke (links) und die alte Uhrenglocke (rechts)
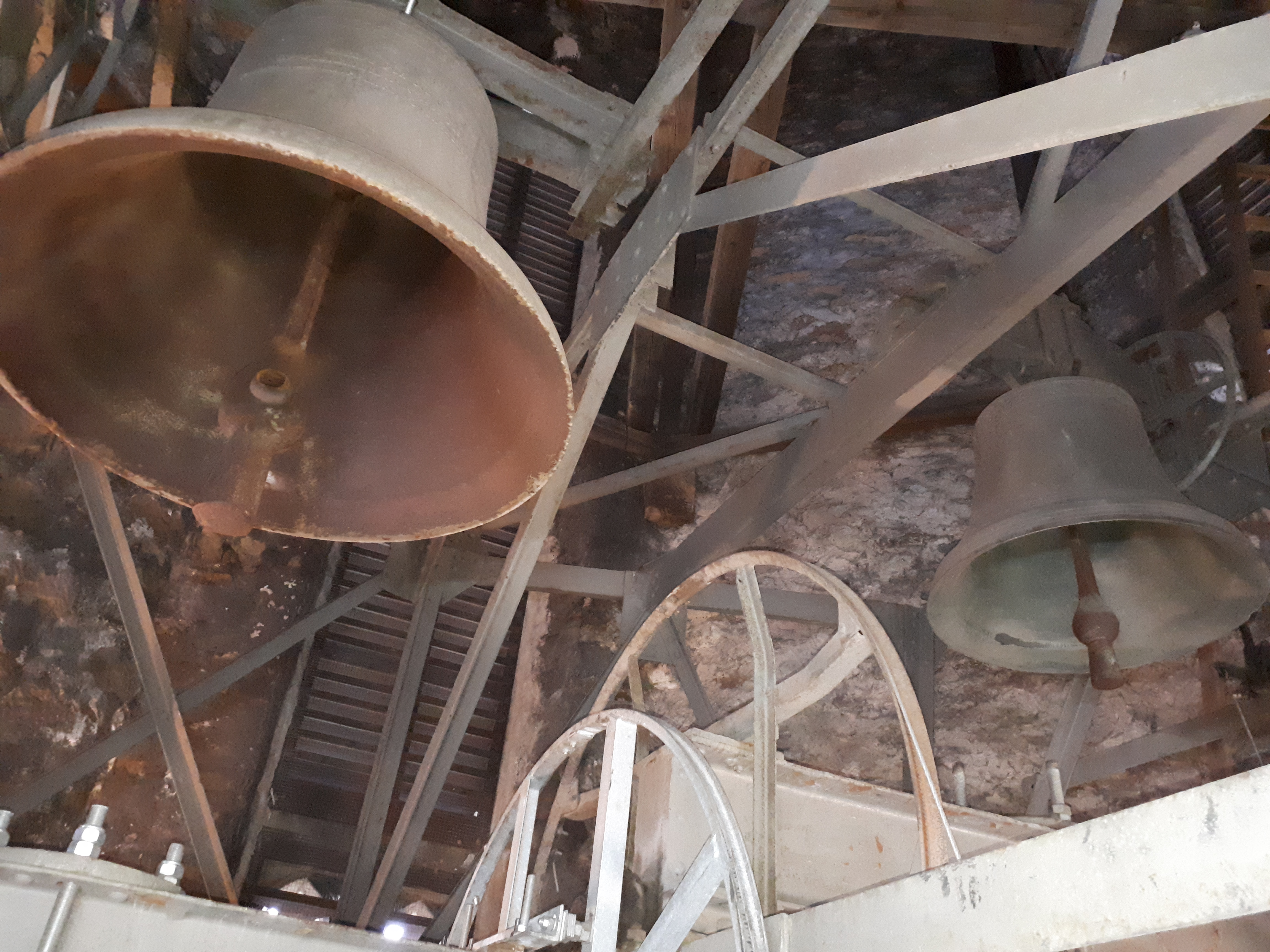
Die Glocken mit dem stählernen Glockenstuhl

Die drei Gussstahlglocken tragen zusätzlich noch diese Aufschrift: „Ersatz für die im Weltkriege 1914–1919 dem Vaterlande geopferten Bronzeglocken“. Die erhaltene kleine g-Glocke wurde umfunktioniert, da sich der Klang nicht in das Geläut der neuen Gussstahlglocken einfügte. Sie ist die heute zur halben und zur vollen Stunde zu hörende Uhrenglocke, auch „Vater-unser-Glocke“ genannt.
Im Zweiten Weltkrieg sollte die g-Glocke zum wiederholten Male abgeliefert werden, weil Bronze ein wichtiges Material zur Herstellung in der Rüstungsindustrie war. Doch durch ein geschicktes Taktieren konnte dies verhindert werden.

## Orgel
Die Orgel mit einem großen, neugotischen Prospekt wurde 1869 durch Edmund Schulze aus Paulinzella in Thüringen erbaut. 1939 wurde durch die Firma E. F. Walcker & Cie. die Traktur elektrifiziert und die Disposition geändert. Gustav Steinmann baute die Orgel 1984 neu auf, wobei das bestehende Pfeifenmaterial aus den Jahren 1869 und 1939 größtenteils wiederverwendet wurde. Einige neue Register wurden hinzugefügt und die gesamte Spieltraktur wurde nun mechanisch ausgeführt. Die Prospektpfeifen sind stumm. Die Firma Stockmann ersetzte 2005 die von Walcker eingebaute Mixtur V. im Pedal durch einen Oktavbass 8´Außerdem baute Sockmann einen Akustischen 32´untersatz aus Subbaß16´ und Quintbass 10 2/3 ´als neues Register und baute die Bretter Verschalung der oberen Seitenschiff Wand ab und baute dort ein Horizontalfanfare 8´und eine Bombarde 16´ ein.  Die Register stammen aus dem Jahr 1869, sofern in der folgenden Disposition nicht anders angegeben.
| I Hauptwerk C–f3 |        |     |
| Bourdon          | 16′    | (S) |
| Prinzipal        | 08′    |     |
| Hohlflöte        | 08′    |     |
| Viola da Gamba   | 08′    |     |
| Oktave           | 04′    |     |
| Blockflöte       | 04′    | (W) |
| Flöte            | 02′    | (W) |
| Cornett I–IV     | 5 1⁄3′ |     |
| Rauschquinte II  | 2 ⁄3′  |     |
| Mixtur V         |        |     |
| Trompete         | 08′    | (S) |
| Bombarde         | 16´    | (n) |

| II Oberwerk C–f3  |       |     |
| Gedeckt           | 16′   | (S) |
| Geigenprinzipal   | 08′   | (S) |
| Lieblich Gedeckt  | 08′   |     |
| Salicional        | 08′   |     |
| Fugara            | 04′   | (S) |
| Gedakt            | 8´    |     |
| Nasard            | 2 ⁄3′ |     |
| Flautino          | 02′   | (W) |
| Cymbel III        |       | (W) |
| Krummhorn         | 08′   | (W) |
| Horizontalfanfare | 8´    | (n) |
| Tremulant         |       | (S) |

| Pedal C–f1 |         |     |
| Untersatz  | 32´*    |     |
| Prinzipal  | 16′     |     |
| Subbaß     | 16′     |     |
| Quintbass  | 10 2/3´ |     |
| Oktavbass  | 08′     | (n) |
| Violon     | 08′     | (S) |
| Choralbaß  | 04′     | (W) |
| Posaune    | 16′     |     |
| Trompete   | 08′     | (S) |
| Bombarde   | 32´     | (S) |

- Koppeln: II/I, I/P, II/P
- Spielhilfen: 3999 Setzerkombinationen, Crescendo-Walze
- Anmerkungen:

(S) = Register von 1984 (Steinmann)
(W) = Register (vermutlich) von 1939 (Walcker)
(n) = neues Register von 2005 (Stockmann)
* = Akustisch aus Subbaß und Quintbass

## Ausstattung
- Das Altarbild wurde 1870 von Paul Händler aus Berlin geschaffen.
- Der ursprüngliche Altar und die Kanzel, entworfen von Christian Heyden, wurden von Herwart Schulze, einem Bruder der Orgelbauer von Schulze & Söhne, gefertigt.
- Der Taufstein, entworfen von Christian Heyden wurde vom Bildhauer Michael Stephan gefertigt.